# Trương Nam (Thục Hán)
Trương Nam (tiếng Trung: 張南; bính âm: Zhang Nan; ? – 222), tự Văn Tiến (文進), là tướng lĩnh nhà Quý Hán thời Tam Quốc trong lịch sử Trung Quốc.

## Cuộc đời
Không rõ quê quán của Trương Nam. Năm 211, Trương Nam theo Lưu Bị vào đất Thục, tham gia bình định Tây Xuyên.
Năm 221, Tiên Chủ Lưu Bị đông chinh phạt Ngô, lấy Phùng Tập cùng Ngô Ban làm tiên phong, đánh bại tướng Ngô là Lục Nghị, Lý Dị, Lưu A ở huyện Vu, tiến đến Tỷ Quy.
Đầu năm 222, Tiên Chủ tiến quân đến Khiêu Đình thuộc huyện Di Đạo lập doanh trại, lấy Trương Nam làm Tiền bộ, vây công Tôn Hoàn ở thành Di Đạo. Sau, quân Hán đại bại, Trương Nam quay lại cứu Phùng Tập, anh dũng tử trận.

## Nhận xét
Dương Hí tán rằng: Văn Tiến phấn thân, đồng thử điên phái.
La Quán Trung có thơ tán rằng:
| “ | Phùng Tập, trung có một, Trương Nam, nghĩa không hai. Chiến trường đành bỏ xác, Danh tiếng để lâu dài! | ” |

## Trong văn hóa
Trong tiểu thuyết Tam quốc diễn nghĩa, Trương Nam xuất hiện ở hồi 81. Lưu Bị muốn báo thù cho Quan Vũ, lấy Hoàng Trung làm tiền bộ tiên phong, Trương Nam cùng Phùng Tập làm phó tướng của Trung. Hai quân giằng co ở Nghi Đô, quân Hán đánh thắng mấy trận. Trương Nam, Phùng Tập bàn với Ngô Ban rằng: Hiện nay quân Ngô thua luôn mấy trận, ta nên thừa thế đến cướp trại. Ban đồng ý, hoàn thiện kế hoạch, cho lính của Tập sang trá hàng Chu Nhiên, nhằm dụ Nhiên ra để phục kích. Đêm hôm ấy, Phùng Tập, Trương Nam, Ngô Ban chia quân ba đường, cướp trại tướng Ngô là Tôn Hoàn, đẩy lui quân Ngô 50, 60 dặm.
Hoàng Trung đến trại Di Lăng, mới gặp Ngô Ban, Trương Nam, Phùng Tập thì quân Ngô đến đánh. Trung không nghe can ngăn, xách đao lên ngựa, không may bị mai phục, trúng tên ốm chết. Sau khi Hoàng Trung qua đời, Lưu Bị dẫn quân tới Hào Đình, dựng liên doanh tránh nóng, sai Ngô Ban, Trương Nam tấn công thành Di Lăng, bao vây Tôn Hoàn. Tôn Quyền lấy Lục Tốn làm đô đốc, dùng hỏa công đánh úp. Quân Hán bại trận, Lưu Bị bị các tướng Ngô truy kích. Phùng Tập tới Di Lăng tìm Ngô Ban, Trương Nam cầu cứu. Hai tướng sắp phá thành thì nhận tin, bèn lui quân cứu viện. Tôn Hoàn thoát chết, liền cho quân trong thành xông ra, phối hợp với truy binh ở đằng xa xông tới. Trương Nam, Phùng Tập hết sức xông pha cũng không sao ra được, đều chết trong loạn quân. Lưu Bị rút về thành Bạch Đế, hay tin Phùng Tập, Trương Nam, Phó Đồng, Trình Kỳ, Sa Ma Kha đều tử tiết, vô cùng thương xót.